# آندریاس لیباویوس
آندریاس لیباویوس (آلمانی: Andreas Libavius؛ ۱۵۵۵ – ۲۵ ژوئیهٔ ۱۶۱۶) یک شیمی‌دان اهل آلمان بود.